# Stephanie Coontz
Stephanie Coontz (* 31. srpna 1944 Seattle, Washington) je americká spisovatelka a historička, působící jako profesorka historie a rodinných studií na Evergreen State College ve městě Olympia ve státě Washington. Přednáší historii a řídí výzkum a osvětu v Radě pro soudobou rodinu (Council on Contemporary Families), jíž předsedala v letech 2001–2004. Je autorkou a spoluautorkou několika knih o historii rodiny a sňatku. Její díla byla přeložena do francouzštiny, španělštiny, řečtiny, němčiny a japonštiny.

## Vzdělání a vývoj
Stephanie Coontz získala titul BA z americké historie v roce 1966 na University of California v Berkeley, kde byla členkou politické strany SLATE. V roce 1970 získala titul MA z Evropské historie na University of Washington. Od roku 1975 se věnovala plně výuce, předtím se však věnovala politické činnosti jako regionální politik v Socialistické dělnické straně (SWP), která se sama definovala jako trockistická organizace. Je v seznamu poradců Against the Current, měsíčníku teoretických studií Solidarity vycházejícího z principu marxismu.

## Akademické působení
Stephanie Coontz přednášela na Evergreen State College ve Spojených státech amerických, dále na Univerzitě Kóbe v Japonsku a na University of Hawaii ve městě Hilo na Havaji.
Je spoluzakladatelkou nadace Woodrow Wilson National Fellowship Foundation.
- V roce 1989 získala cenu „Washington Governor's Writers Award“ za knihu The Social Origins of Private Life: A History of American Families.
- V roce 1995 získala cenu „Dale Richmond Award“ od Americké pediatrické akademie za svůj setrvalý příspěvek na poli dětského vývoje.
- Od Illinois Council on Family Relations obdržela cenu roku 2001-2002 "Friend of the Family" .
- V roce 2004 obdržela první cenu "Visionary Leadership" od Council on Contemporary Families.

Coontz prováděla výzkumy v oblasti fungování americké rodiny,rozvodu, rovnostářství. Tvrdí, že dynamika tradiční americké rodiny se mění, že se objevuje mnoho homosexuálních a imigrantských rodin. Coontz také publikovala práci, která měla odhalit mýtus romantické lásky v historii americké rodiny. V knize The Way We Never Were zdůrazňuje, že už rodina padesátých let byla velmi náchylná k rozvodu, těhotenství nezletilých a nevěře.
Stephanie Coontz vystupuje v televizi a rozhlase, publikuje v novinách a časopisech, rovněž v mnoha vědeckých časopisech. Své výzkumy publikovala pro širokou veřejnost v USA, Evropě a Japonsku.

## Názory
Stephanie Coontz zdůrazňuje, že došlo v dějinách lidstva k „oddělení toho, co lidé zastávali, a toho, co opravdu čekali a tolerovali.“
| „                  | Moralisté a filozofové často vychvalovali věrnost a zatracovali nevěru, ale po většinu času se to pochybovalo ve stejně abstraktní říši jako celibát, mír na celé zemi a dobrá vůle všem. | “ |
| — Stephanie Coontz | |   |

Coontz v knize Marriage, A History: How Love Conquered Marriage (Manželství, historie: Jak láska ovládla manželství) vysvětluje, že i během té nejpřísnější represe docházelo k ústupkům. V řadě středověkých evropských měst existovaly známé a legální nevěstince. Mezi elitami existovalo jasné chápání faktu, že manželství a romantická láska – včetně erotické touhy – jsou dvě odlišné věci.

## Knihy
- Coontz, Stephanie. The Way We Never Were: American Families and the Nostalgia Trap. New York: Basic Books, 1992. ISBN 0-465-09097-4.
- Coontz, Stephanie. The Way We Really Are: Coming to Terms with America's Changing Families. Basic Books, 1998. ISBN 0-465-09092-3.
- Coontz, Stephanie., ed. American Families; A Multicultural Reader. London: Routledge, 1999. ISBN 0-415-91574-0.
- Coontz, Stephanie. Marriage, A History: From Obedience to Intimacy, or How Love Conquered Marriage. New York: Viking Press, 2005. ISBN 0-670-03407-X.

## Současné eseje v angličtině
- Taking Marriage Private. New York Times, November 26, 2007.
- Too Close for Comfort. New York Times, November 7, 2006.
- A Pop Quiz on Marriage. New York Times, February 19, 2006.
- Why Marriage Today Takes More Love and Work - From Both Partners The Christian Science Monitor, une 28, 2005.
- Our Kids Are Not Doomed Los Angeles Times, May 9, 2005.
- For Better, For Worse: Marriage Means Something Different Now. The Washington Post, May 1, 2005.
- "Greater Good Magazine: The Family Revolution", Greater Good Science Center, Fall 2007 Issue.

## Eseje v češtině
- Jak do prezidentských voleb v USA promlouvají ženy
- Práce manželství nerozvrací